# Ischnocampa floccosa
Ischnocampa floccosa är en fjärilsart som beskrevs av Rothschild 1909. Ischnocampa floccosa ingår i släktet Ischnocampa och familjen björnspinnare. Inga underarter finns listade i Catalogue of Life.